# 세골렌 루아얄
마리-세골렌 루아얄(프랑스어: Marie-Ségolène Royal 1953년 9월 22일~)는 프랑스의 정치인으로, 중도좌파성향의 프랑스 사회당 소속이며, 현재는 '푸아투샤랑트' 지역의 주지사(2004년 3월 30일~)이다.

## 성장 과정
출생 당시 프랑스의 식민지였던 세네갈 다카르에서 자랐고, 식민 통치를 책임졌던 장군 출신의 아버지와 훗날 레인보우 워리어 테러사건에 개입한 남동생과 현재 극우민족주의정당인 프랑스 국민전선 소속의 여동생과 함께 자랐으며, 이러한 매우 보수적인 가정환경에 대해 불만이 많았다.
청년 시절에 여성운동에 적극적이었고, 주변의 멸시를 딛고 프랑스 명문 국립행정학교(ENA)를 우수한 성적으로 졸업했다. 그 직후의 판사생활을 거쳐 프랑수아 미테랑행정부에서 환경부 장관을 지냈다. 리오넬 조스팽 총리의 좌우동거(1998~2002)당시에는 교육부 차관을 역임했다.
자크 시라크대통령의 재선(2002년) 이후에는 프랑스 중서부 '뿌아뚜 샤랑뜨' 지역의 주지사(2004년~)로서, 사회민주주의 정신에 입각한 정책을 추진하는 동시에 낙후된 지역경제를 회생시키고자 노력했으며, 일정부분 성공을 거두었다. 이 지역에서의 눈부신 성공으로 전국적 정치인으로 거듭났으며, 2007년 6월 18일에 세골렌 루아얄은 연합뉴스에서 내용은 "올랑드-루아얄 커플 결별"이라는 제목이 실제로는 결별을 했다.

## 2007년 프랑스 공화국 대통령 선거
성공한 주지사로서의 자신감을 바탕으로 출마한 2006년의 당 경선에서, 중진들을 물리치고 60%이상의 득표로 프랑스 사회당의 대통령 후보가 되었다. 이 당시에만 해도 대통령 당선이 거의 확실시(2007년 초반까지 여론조사에서 줄곧 중도 우파인 니콜라 사르코지후보에 앞섰음)되었다.
그러나, 기나긴 선거과정에서 나타난 후보 자신의 잦은 말실수, 사회당에서부터 녹색당, 반(反)신자유주의연대, 프랑스 공산당 등 다양한 범진보개혁세력의 대통합에 실패하였고, 사회당 내 정책대안의 부재 및 토니 블레어식 영국노선의 추종 등, 우파에 비해 그다지 매력적인 캠페인과 공약을 내놓지 못하였다.
주류 보수언론들의 사르코지-친화적인 보도 및 홍보 또한 패배의 원인이었다.
2007년 프랑스 공화국 대통령 선거에서 우파인 니콜라 사르코지와 함께 유력후보로 출마하여, 전통적 좌우대결 및 성별대결로 관심을 모았으나, 4월 1차투표에서 25.87%득표로 결승에는 진출하였으나, 5월 결선투표에서 47%의 득표율(득표수 약 1700만여표, 200만여표차)을 기록하여 패하였다. (사르코지는 1차 31.18%, 2차 53%로 당선)
1982년~2007년 프랑수아 올랑드와 동거했으며 슬하에 4명의 자녀를 두었다.

## 주요 정책
대통령 선거에서 그와 그의 팀이 내놓은 대부분의 정책들은 주지사시절에 지역에서 크게 성공한 정책들이며, 국민참여의 활성화를 기치로 3개월간 인터넷을 통해 민의(정책제안)를 수렴하여 2007년 2월에 '100대 정책'으로 내놓았다.
- 주 35시간 근무제의 철저한 준수
- 최저임금 월 1250유로(약 152만원)에서 1500유로로 20% 인상
- 저가 국민임대주택 매년 12만채씩 건설
- 극빈층에게 국민연금지급액 5% 인상
- 무료 치료(건강보험 보장성)확대 및 25살 이하 여성에 피임약 무료 제공
- 비행청소년 계몽을 위한 군대형 교육캠프 창설, 수료 지원
- 시민 배심원의 전국 및 지방 의회 평가
- 2020년까지 대체 에너지 20%이상 이용 및 교토 의정서의 철저한 이행
- 유럽헌법 초안을 2009년까지 제시, 이를 국민투표에 붙여 추진(유럽 연합의 권한 및 역내 통합 강화).
- 신규창업시 1만 유로의 회사 설립자금 지원
- 50만개의 보조 일자리 마련
- 생애 첫 주택 구매자에 무이자 대출 등이다.

반대자(주로 사르코지 지지자)들은 정책의 실현가능성과 그 구체적 재원마련계획의 부족, 그리고 많은 추진비용을 문제삼았다. 특히 사르코지 (당시)후보를 비롯한 극우 및 보수층은 '35시간 근무제'로 인해 국가경쟁력이 크게 약화되었다며 선거기간 내내 파상공세를 펼쳤다.

## 역대 선거 결과
| 선거명      | 직책명                            | 대수 | 정당   | 1차 득표율 | 1차 득표수  | 2차 득표율 | 2차 득표수   | 결과 | 당락                      |
| ----------- | --------------------------------- | ---- | ------ | ---------- | ----------- | ---------- | ------------ | ---- | ------------------------- |
| 1988년 선거 | 하원의원 (되세브르 제2선거구)     | 9대  | 사회당 | 38.42%     | 16,903표    | 50.57%     | 24,426표     | 1위  | 되세브르 주 하원의원 당선 |
| 1992년 선거 | 되세브르 캉통                     | 13대 | 사회당 | 43.50%     | -표         | 51.04%     | -표          | 1위  | 레피레네카탈란 캉통 당선  |
| 1993년 선거 | 하원의원 (되세브르 제2선거구)     | 10대 | 사회당 | 42.41%     | 19,923표    | 53.44%     | 26,437표     | 1위  | 되세브르 주 하원의원 당선 |
| 1995년 선거 | 니오르 시장                       | -대  | 사회당 | 32.29%     | 7,907표     | 32.09%     | 8,423표      | 3위  | 낙선                      |
| 1997년 선거 | 하원의원 (되세브르 제2선거구)     | 11대 | 사회당 | 49.11%     | 22,426표    | 61.82%     | 29,377표     | 1위  | 되세브르 주 하원의원 당선 |
| 1998년 선거 | 되세브르 캉통                     | 14대 | 사회당 | 43.73%     | -표         | 48.38%     | -표          | 2위  | 낙선                      |
| 2002년 선거 | 하원의원 (되세브르 제2선거구)     | 12대 | 사회당 | 46.21%     | 21,816표    | 55.05%     | 25,123표     | 1위  | 되세브르 주 하원의원 당선 |
| 2004년 선거 | 푸아투샤랑트 주지사               | 4대  | 사회당 | 46.29%     | 350,467표   | 55.10%     | 448,950표    | 1위  | 푸아투샤랑트 주지사 당선  |
| 2007년 선거 | 대통령                            | 23대 | 사회당 | 25.87%     | 9,500,112표 | 46.94%     | 16,790,440표 | 2위  | 낙선                      |
| 2010년 선거 | 푸아투샤랑트 주지사               | 4대  | 사회당 | 38.98%     | 240,885표   | 60.61%     | 392,292표    | 1위  | 푸아투샤랑트 주지사 당선  |
| 2012년 선거 | 하원의원 (샤랑트마리팀 제1선거구) | 14대 | 사회당 | 32.03%     | 19,005표    | 37.03%     | 22,667표     | 2위  | 낙선                      |